# 순천 송광사 약사전
순천 송광사 약사전(順天 松廣寺 藥師殿)은 전라남도 순천시, 송광사에 있는 조선시대의 건축물이다. 1963년 1월 21일 대한민국의 보물 제302호로 지정되었다.

## 개요
조계산에 있는 송광사는 우리나라 3대 사찰 중 하나로 매우 유서 깊은 절이다. ‘송광’이라는 절 이름은 조계산의 옛 이름인 송광산에서 따 왔다고 하는데 절을 언제 세웠는지는 정확한 자료가 없어 알 수 없다.
약사전은 모든 질병을 고쳐 주는 부처인 약사여래를 모신 불전으로서, 규모가 송광사에서 가장 작은 법당이다. 앞면·옆면이 모두 1칸으로 간결하며, 지붕은 옆면에서 볼 때 여덟 팔(八)자 모양을 한 팔작지붕이다.
현재 있는 우리나라 법당 중 가장 작은 이 약사전은 조각 수법으로 보아 조선 중기인 17세기 무렵의 건물로 추정한다.

## 같이 보기
- 송광사

## 참고 자료
- 순천 송광사 약사전 - 국가유산청 국가유산포털